# Xerox Tower
La Xerox Tower è un grattacielo situato a Rochester (New York). È l'edificio più alto di Rochester, con un'altezza di 135 metri e con 30 piani, seguito dal Bausch & Lomb Place di 122 m. Qui risiede la sede principale dell'azienda Xerox Corporation. L'edificio comprende solo uffici.

## Galleria d'immagini

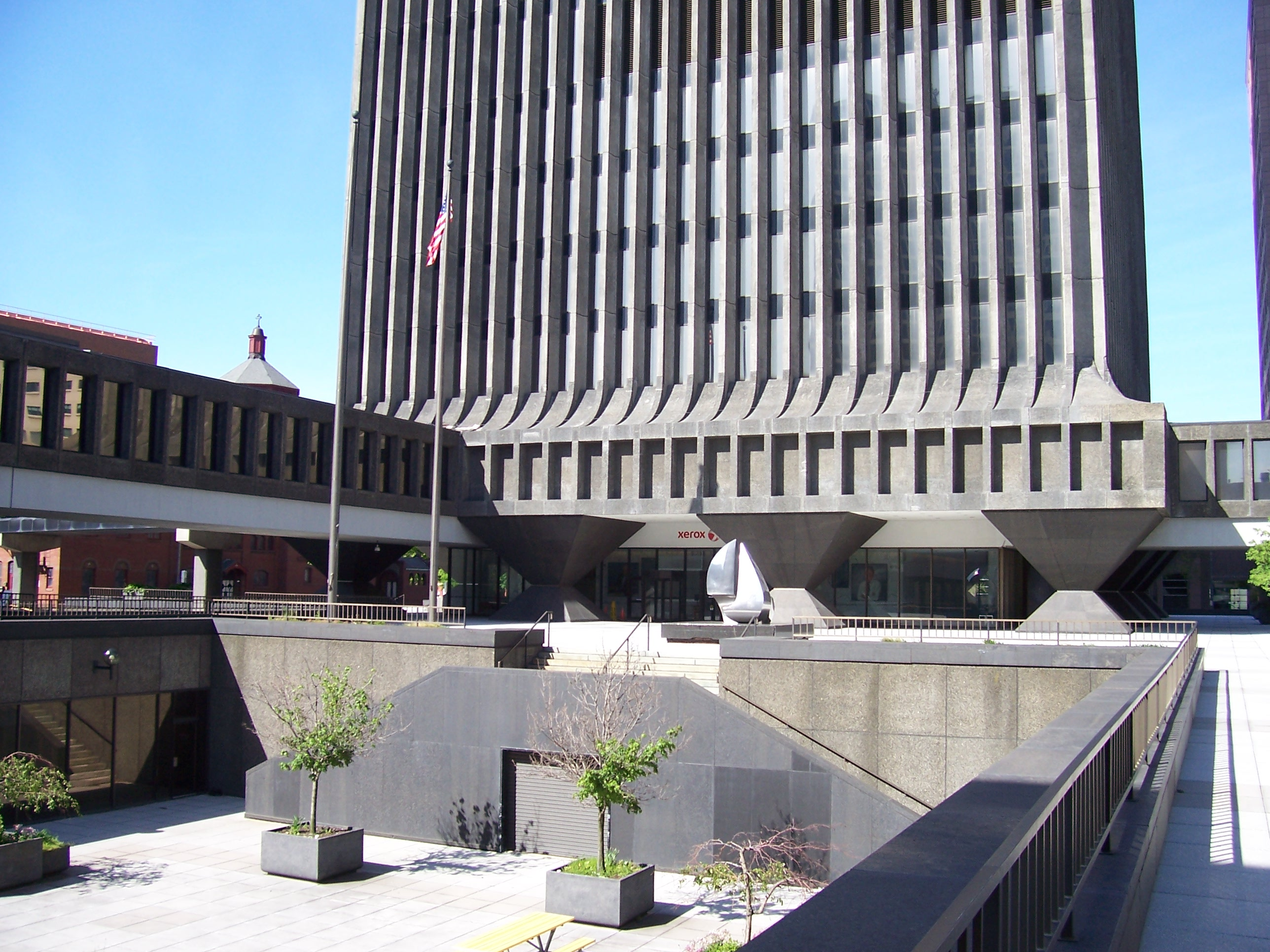
Ingresso Est e la piazza
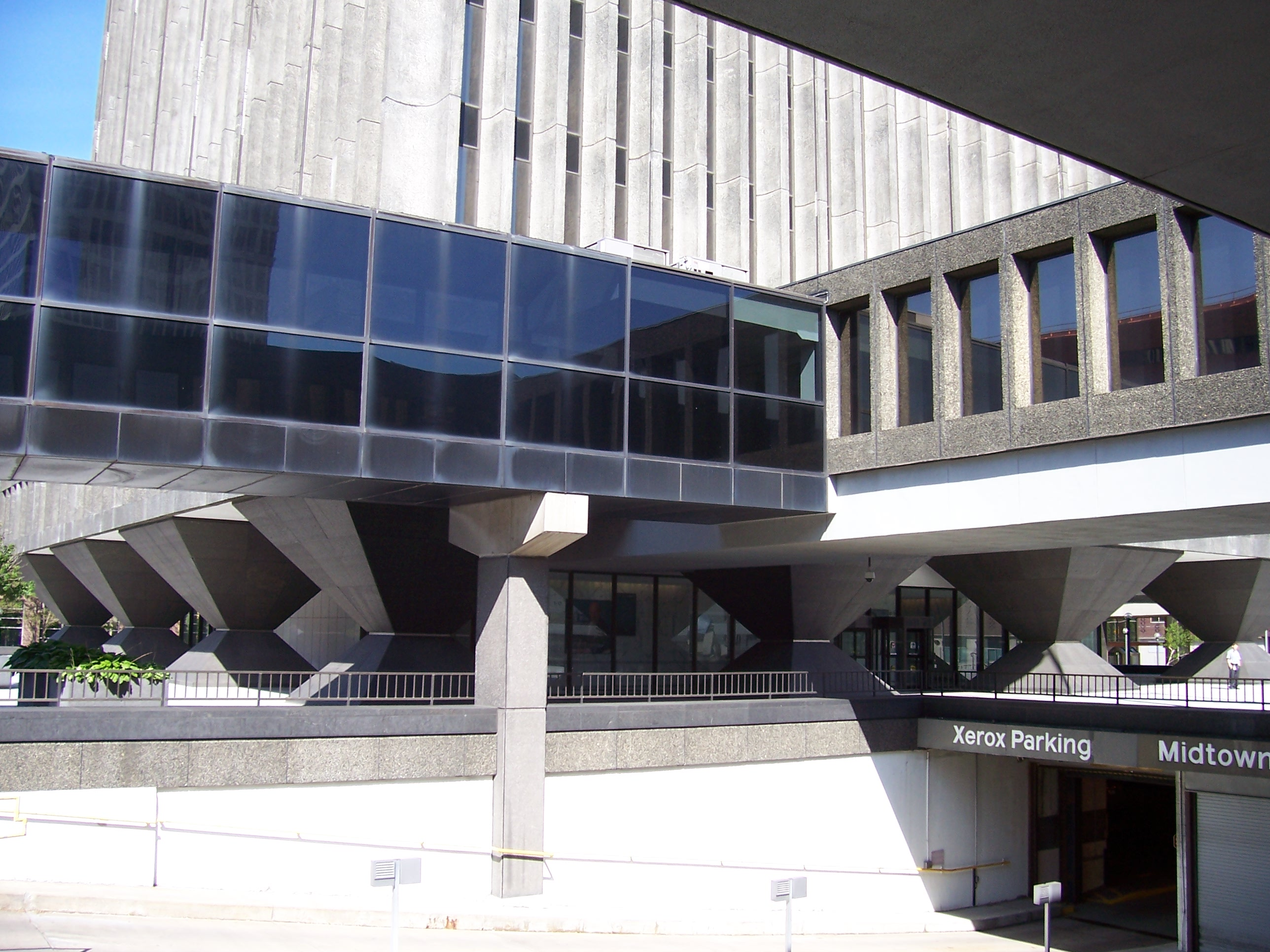
Parcheggio ed entrata del garage
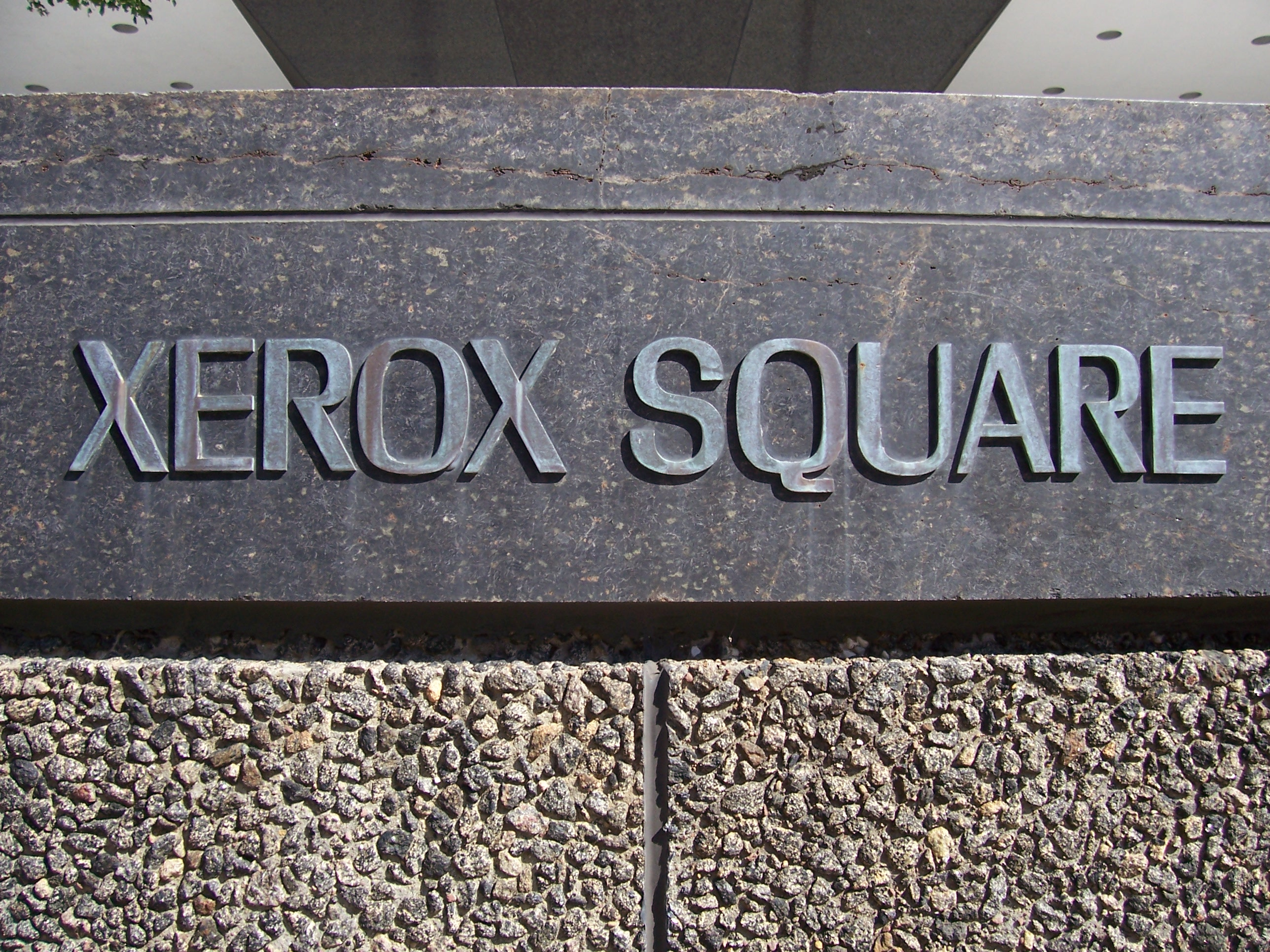
Placca
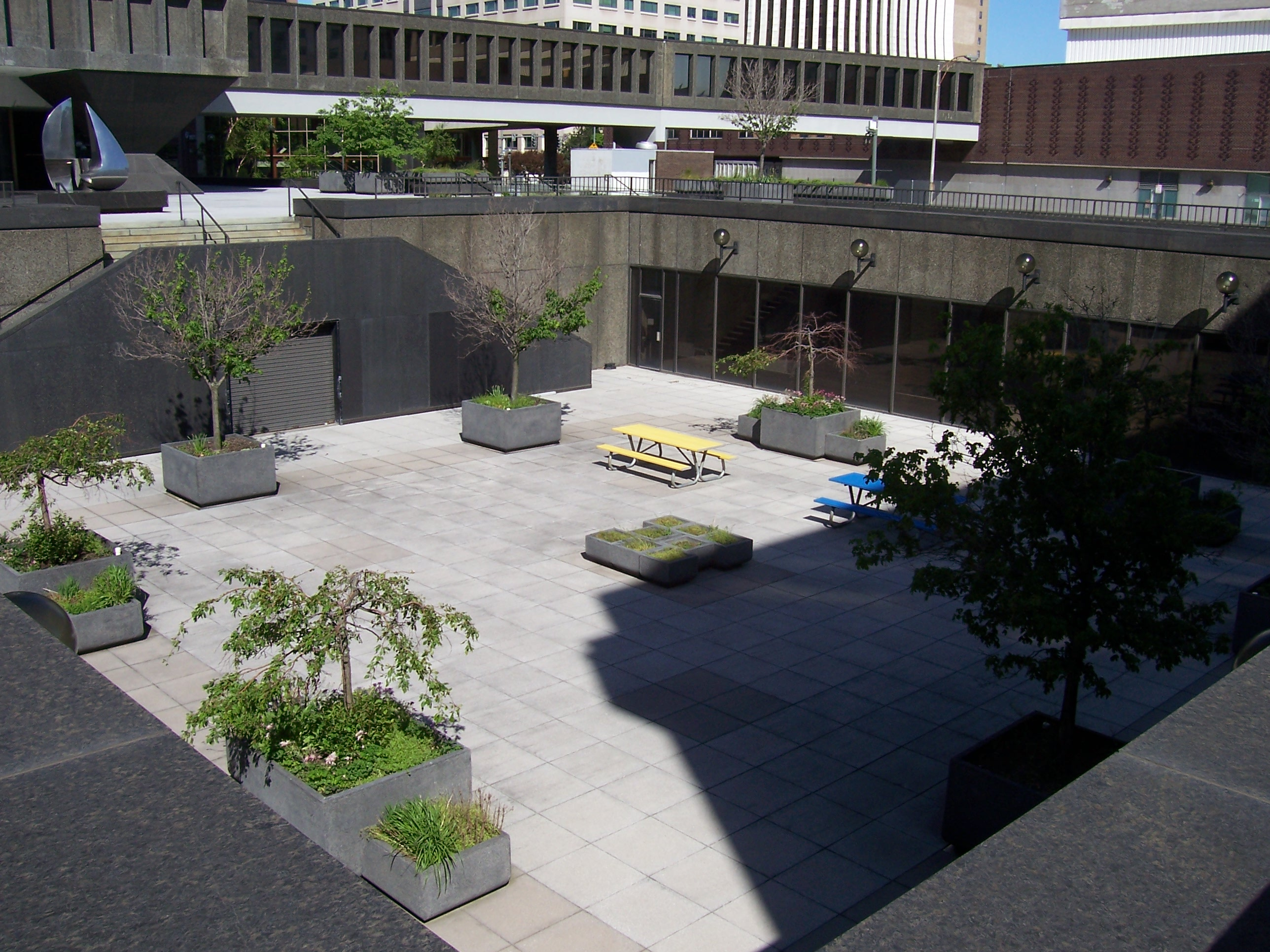
Piazza
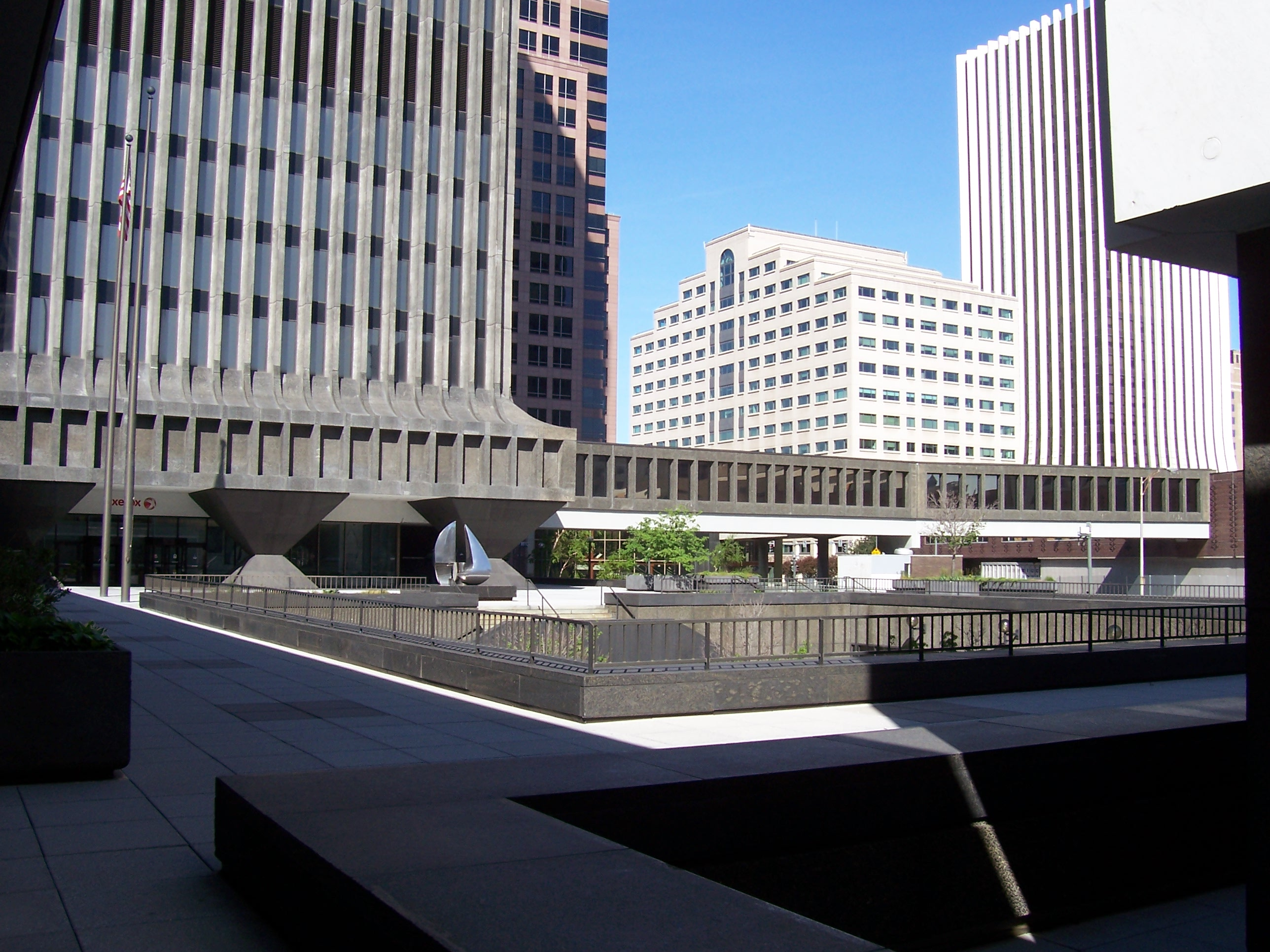
Panorama della Midtown Plaza
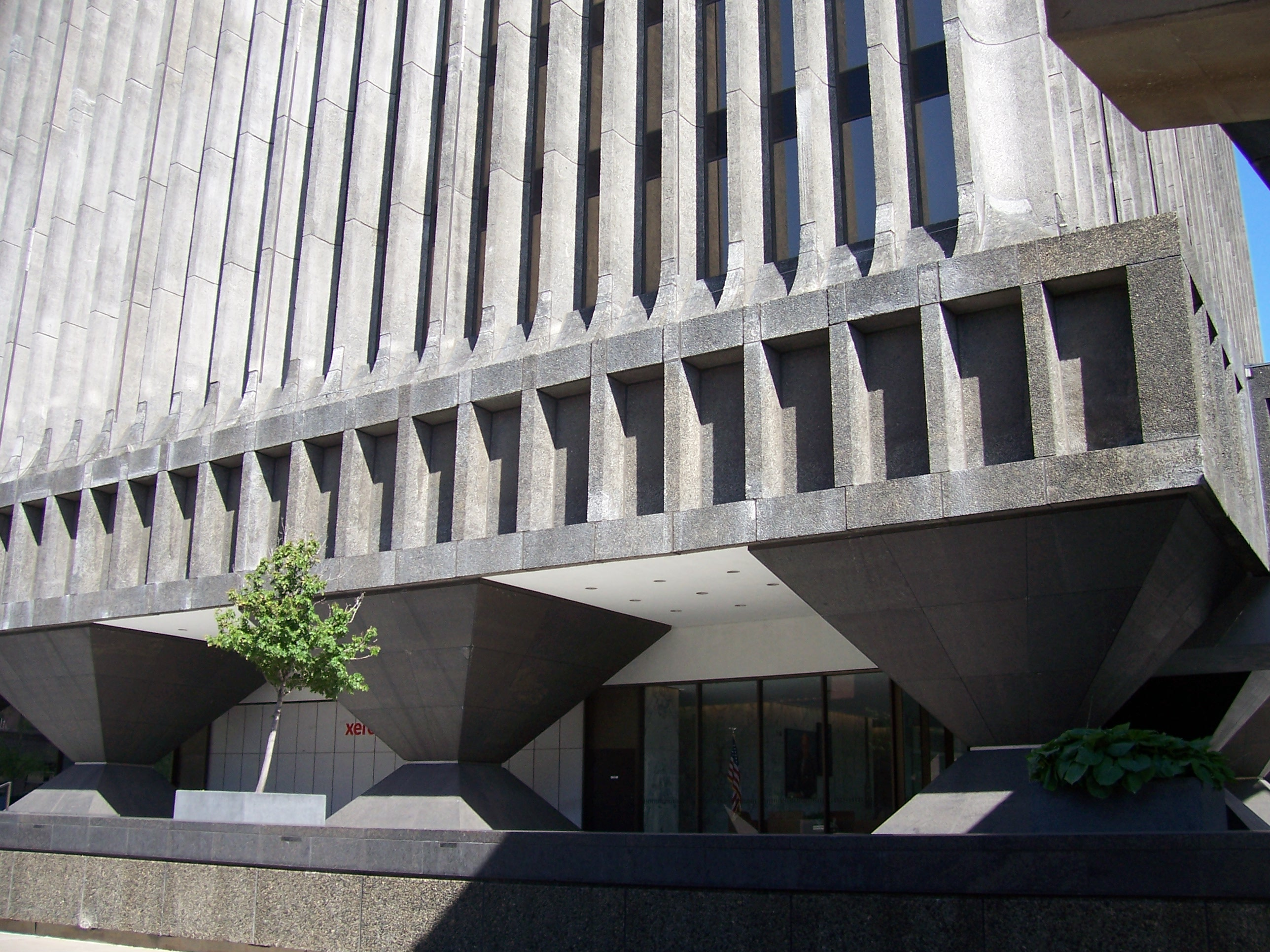
Base della torre
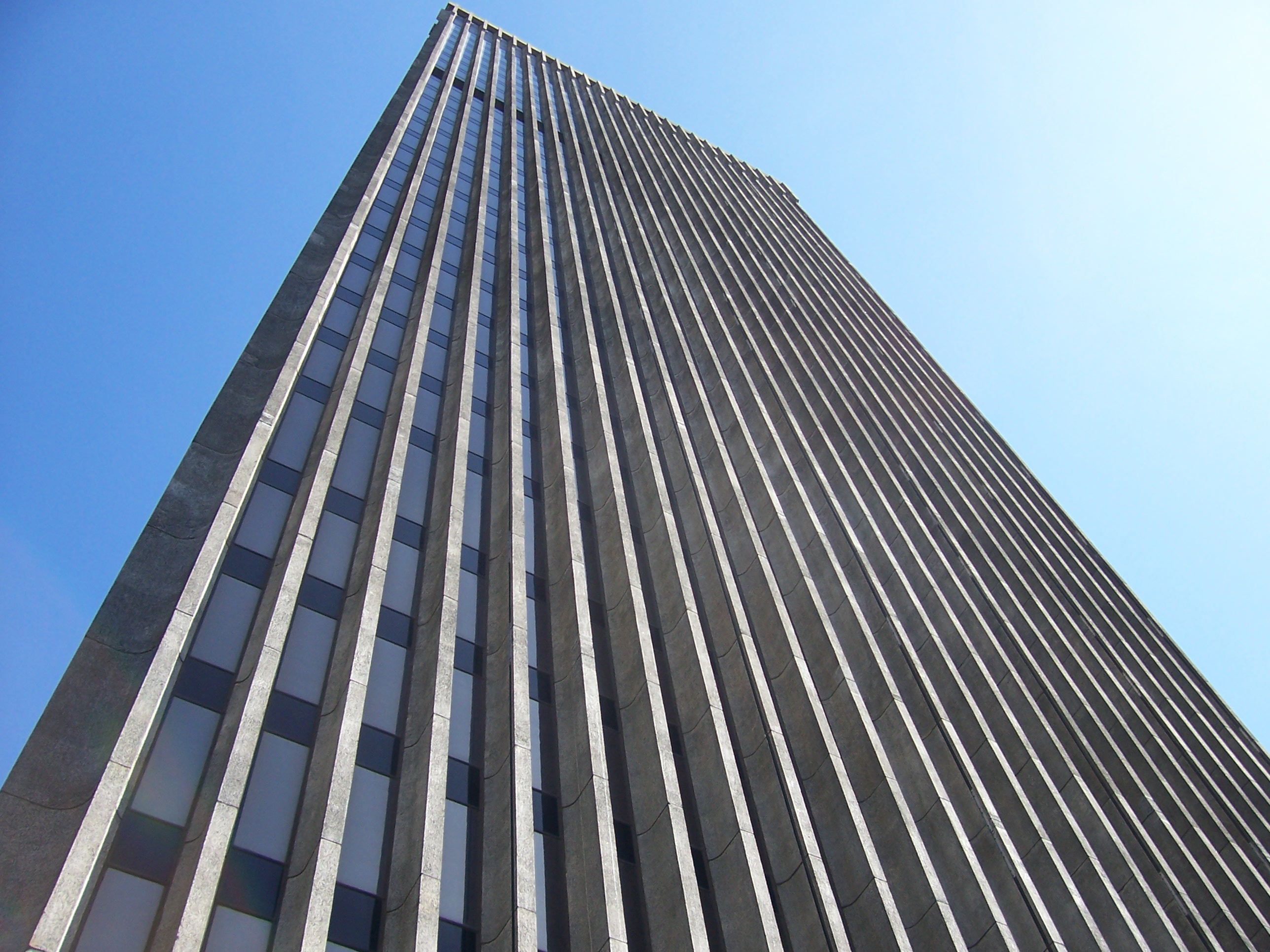
Facciata, lato sud